# Поле Бродмана 21
Поле Бродмана 21, або BA21 — частина скроневої  кори в мозку людини. Ця ділянка охоплює більшу частину латеральної скроневої кори. Це поле, як вважають, грає певну роль в обробці слухових імпульсів і мовленні. Мовна функція латералізована ліворуч (тобто, більшою частиною відбувається в лівій півкулі) у більшості людей. BA21 є вищою структурою щодо  BA20 і нижчою щодо BA40 і BA41.
Це поле також відоме як середньо-скроневе поле 21. Це підрозділ цитоархітектонічно визначеної скроневої ділянки кори головного мозку. У людини вона приблизно відповідає середній скроневій звивині. Вона обмежена рострально  темпорополярним полем 38, вентрально від нижньої скроневої зони 20, каудально — окципіто-темпоральним полем 37 (H) і дорзально — верхньо-скроневим полем 22.

## Особливості поля 21 у мавп
Поле Бродмана 21 — структурний підрозділ кори головного мозку мавпи, що визначені на основі цитоархитектоніки. Це цитоархітектонічно гомологічне до середньо-скроневого поля 21 людини. Відмінні особливості: порівняно з полем 20 Бродмана, загальна коркова товщина поля 21 більше, гранулярні клітини менш рясні, а кордон з підкірковою білою речовиною менш виражений; молекулярний шар (I) ширший;  пірамідні клітини підшару 3Б зовнішнього пірамідального шару (III) більші; внутрішній зернистий шар (IV) менш розвинений і містить менше клітин, гангліозні клітини внутрішнього пірамідного шару (V) дещо більше, кругліше, щільно прилягають до шару (IV); межа між шаром (V) і мультиформним шаром (VI) нечітка; і шар (VI) ширше та не має підшарів.